# Euthochtha galeator
Espèce
Euthochtha galeator est une espèce d'insectes de l'ordre des Hemiptera